# Nadder
El Nadder és un riu que passa pel comtat de Wiltshire al sud d'Anglaterra i el principal afluent de l'Avon.

## El nom
Antigament aquest riu es deia Gwillow, una paraula derivada de kimric gwilli, que vol dir «ple de remolins». Nadder era el nom de la deu més important de totes les que el formen al seu naixement.

## Recorregut
El riu Nadder neix en territori municipal de Donhead St Mary, on hi ha diverses deus que s'uneixen per formar el primer corrent d'aigua d'aquest riu. En sortir d'aquesta població emprèn la direcció est nord-est fins a arribar a Salisbury, passa després per Tisbury, Upper Chicksgrove, Lower Chicksgrove, Barford St Martin, i Burcombe abans d'arribar a Wiltshire. En passar per aquesta població, travessa els jardins de la mansió Wilton House, on els propietaris van fer construir un pont d'estil pal·ladià que ha estat molt fotografiat. En aquests terrenys rep l'afluència del Wylyle. Les següents poblacions són: Quidhampton i Harnham, on forma prats humits, i finalment desaigua en Avon, a prop de la catedral de Salisbury.
Aquest és un dels rius de la zona calcària del sud d'Anglaterra (Chalk streams), anomenats així perquè naixen en una àrea de turons de roca calcària on abunden les deus i tots ells vessen cap a la mar encara que alguns acaben unint-se a un altre abans de trobar la mar. El seu origen fa que les aigües d'aquests rius siguin alcalines i riques en peix. El Nadder és, per tant, un riu visitat pels aficionats a la pesca amb canya.
El riu Nadder dona nom a una vall, la Vall del Nadder és una zona gairebé circular entre Wilton i Salisbury, freqüentada pels amants del ciclisme i les excursions a peu.